# Центральная избирательная комиссия Израиля
Центральная избирательная комиссия Израиля (ивр. ועדת הבחירות המרכזית‎, ваада́т ха-бхиро́т ха-меркази́т) — государственный орган, отвечающий за организацию и проведение выборов всех уровней в Израиле. Центральная избирательная комиссия действует в соответствии с Законом о выборах в кнессет, принятом в 1967 году.
В полномочия комиссии входят все вопросы, связанные с организацией выборов в кнессет, включая порядок голосования, количество и расположение избирательных участков, допуск партий и отдельных кандидатов к участию в выборах, подсчет голосов, публикацию результатов выборов и выдачу мандатов избранным членам кнессета. Помимо этого, ЦИК уполномочена назначать членов окружных избирательных комиссий, а также, наряду с Инспектором по выборам Министерствa внутренних дел Израиля, контролировать выборы в местные и муниципальные органы власти.
ЦИК формируется в течение 60 дней с момента начала работы очередного созыва кнессета, в состав комиссии входят 37 членов, назначаемых фракциями кнессета, пропорционально количеству полученных мандатов. Председатель комиссии назначается Верховным судом Израиля из числа входящих в него судей. Комиссия избирает из числа своих членов пять заместителей председателя. Срок полномочий очередного состава ЦИК истекает в момент утверждения нового состава.
С 2023 года председателем ЦИК является судья Ноам Сольберг.